# Paul Carton
Pour les articles homonymes, voir Carton.
Paul Carton, né le 12 mars 1875 à Meaux (Seine-et-Marne) et mort le 20 octobre 1947 à Limeil-Brévannes, est un médecin français du début du XXe siècle. 
Ancien interne des hôpitaux de Paris (AP-HP), médecin-assistant de l'hospice de Limeil-Brévannes, il est l'initiateur d'une médecine non conventionnelle revendiquée comme étant fondée sur les principes du père de la médecine, le médecin-philosophe de la Grèce antique Hippocrate, il soutient le mouvement naturiste en France.

## Biographie
Paul Carton naît le 12 mars 1875 à Meaux,. Son père est commissaire-priseur et ses grands-parents, horticulteurs et horlogers-bijoutiers. Atteint de myopie et de constitution physique extrêmement faible, il doit vivre deux ans avec un corset en cuir et acier jour et nuit pour corriger une scoliose. Sa scolarité s’en ressent au départ mais il fait finalement de solides études classiques, obtient le baccalauréat et entre à la Faculté de médecine.
Au cours de ses études médicales, son état de santé ne s’améliore pas mais, en troisième année, il devient cependant interne, prépare les concours et les réussit. Il travaille ensuite à l'Institut Pasteur, puis est nommé chef de laboratoire à la Pitié. Il exerce ensuite à Paris, mais y contracte une tuberculose en 1901 alors qu'il est interne des hôpitaux de Paris. Envoyé à 30 ans en sanatorium où son état empire, jusqu’à l’événement qu’il décrit dans son livre L’apprentissage de la santé. Histoire d'une création et d'une défense doctrinales et qui bouleverse sa vie et ses conceptions médicales.
En 1908, il retrouve assez de force pour reprendre une occupation professionnelle et obtient une place de médecin-assistant à l'hôpital-sanatorium de Limeil-Brévannes. Il y met en pratique ses découvertes, traitant ses patients sans médicaments par la diététique, l’hydrothérapie, l’héliothérapie et l'exercice physique en plein air. Il rencontre Georges Hébert en 1912 et reste ensuite très lié à ce grand rénovateur de l'éducation physique. Il redécouvre aussi l‘enseignement d’Hippocrate, dont il résume en 1923 les points les plus importants dans un ouvrage intitulé L'essentiel de la doctrine d'Hippocrate, extrait de ses œuvres.
En 1924, Paul Carton devient un lecteur assidu de L’Action française jusqu'à sa mise à l'Index en 1926 et partage des opinions politiques et sociales proches de celles développées par Charles Maurras et Maurice Barrès,. 
Le Docteur Carton exerce encore 40 ans, à l'Hospice de Brévannes puis en clientèle privée, perfectionnant son approche thérapeutique, qu'il diffuse par de nombreux livres et articles. Critiqué de tous côtés, il crée en 1921 la Société Naturiste Française et il débute l’année suivante la publication de la Revue Naturiste pour se démarquer autant des systèmes thérapeutiques traditionnels que des discours ésotériques. Son œuvre influence grandement Georges Hébert, promoteur d’une méthode d’éducation physique naturelle, et compte une trentaine d'ouvrages. Il meurt en 1947 à l'âge de 72 ans.

## La méthode hippocratique-cartonienne
Sa méthode se différencie de la médecine conventionnelle dans la mesure où elle définit différemment les causes des maladies. Selon Paul Carton, les causes réelles de toutes les maladies proviennent d'un système immunitaire rendu déficient par une mauvaise hygiène (alimentation, cadre de vie, activités physiques, mentales, sociales, professionnelles...). Dans cette perspective, les invasions microbiennes (notamment tuberculeuses, fléau notoire de son époque) ne sont que la conséquence opportuniste d'un affaiblissement de l'organisme. Il résumait cette approche en une formule \*issue de Claude BERNARD*/  : « le microbe n'est rien, le terrain est tout ». À cet égard, Paul Carton reproche à la médecine de son époque, marquée par les récentes découvertes de Pasteur, de songer à traiter uniquement les symptômes des maladies plutôt que leur origine.
Tant pour la prévention que pour la guérison des maladies, la thérapeutique prônée par Paul Carton consiste à désintoxiquer l'organisme du patient en lui faisant corriger les comportements nuisibles pour sa santé. Par exemple, en matière alimentaire, Paul Carton préconise d'éviter l'abus d'alcool ainsi que tout excès de viande et de sucre (et plus particulièrement des sucres raffinés industriellement) qu'il qualifie d'« aliments meurtriers ». À ce stade, repos et diète ou jeûne, selon la constitution physique du malade, sont alors des mesures d'accompagnement souvent prescrites. Selon lui, le patient peut renforcer ses défenses immunitaires et améliorer sa condition physique. Il s'opposait aux opérations chirurgicales, pour les réserver aux cas d'urgence.
Paul Carton, en reprenant les principes de la médecine d'Hippocrate, revendique ainsi une approche plus globale de la personne, incluant ses dimensions psychique et spirituelle. Partisan d'une méthode qu'il dit plus individualisée, une part importante de ses travaux porte sur l'observation et la compréhension des tempéraments hippocratiques : bilieux (B), nerveux (N), sanguin (S) et lymphatique (L). Il envisage des types complexes qui dosent hiérarchiquement ces quatre tempéraments pour décrire la personnalité bio-typologique d'un individu. Ainsi tel sera SNBL ou LNSB, etc. Les traits permettant ce classement sont liés à des mensurations corporelles (idée reprise plus tard par William Sheldon). Il utilise aussi la physiognomonie, la chirologie et la graphologie et a publié un manuel de graphologie : Le Diagnostic de la mentalité par l'écriture. Il a fondé la Revue Naturiste en janvier 1922 et publié plusieurs ouvrages de cuisine. Son livre de recettes, La cuisine simple est un grand succès.
Quelques années après la mort de Paul Carton, une petite revue trimestrielle Le Témoin de la loi naturelle et spirituelle, s'appuyant sur son œuvre, est créée. Le Témoin perpétua l'œuvre et défendit les idées de Paul Carton, tout en assurant un lien entre les sympathisants de la médecine hippocratique-cartonnienne. La revue cesse sa publication avec le numéro 459, daté de juillet/septembre 2015.

## Publications
Tous ses ouvrages sont édités à compte d'auteur et ne comportent pas de nom d'éditeur, uniquement la ville de Limeil-Brévanne et la date. Une grande partie d'entre eux sont aujourd'hui régulièrement réédités.
- La tuberculose par arthritisme, 1911, 1 volume in 16 de 262 pages, 4e édition, traduit en hollandais et en portugais ;
- Les trois aliments meurtriers, 1912, 1 volume in 16 de 80 pages, 4e édition traduit en bulgare et en anglais ;
- La vie saine, 190 Commentaires sur les Vers d'Or des Pythagoriciens, 1918, 1 volume in 16, 4e édition, traduit en portugais et en annamite ;
- Traité de médecine, d'alimentation et d'hygiène naturistes, 1920, 1 volume grand in 8, 954 pages avec 76 figures, 3e édition traduction espagnole ;
- Médecine blanche et médecine noire, 1922, 1 brochure de 60 pages, 3e édition, traduit en espagnol ;
- Les lois de la vie saine, 1922 1 volume in 16 de 218 pages, 4e édition, traduit en portugais et en espagnol ;
- Alimentation hygiène et thérapeutique infantiles en exemples : méthode naturiste ou hippocratique, 1922, 1 volume grand in 8 de 3S8 pages avec 130 courbes de température ;
- Le décalogue de la santé, brochure de 46 pages, 7e édition, traduit en espagnol, en grec, en italien, en roumain et en portugais ;
- Le naturisme dans Sénèque, 1922, 1 volume in 16 de 112 pages, 2e édition, traduit en portugais ;
- La cure de soleil et d'exercice chez les enfants, 1922, 1 volume, 60 figures, 104 pages. Accessible en texte intégral sur LillOnum.
- L'essentiel de la doctrine d'Hippocrate extrait de ses œuvres, 1923, 1 volume in 16 de 411 pages, 2e édition ;
- Bienheureux ceux qui souffrent, 1923, 1 volume in 16 de 82 pages, 4e édition, traduit en portugais en anglais et en espagnol ;
- La synthèse directrice et libératrice de la personne humaine, 1925 1 brochure de 42 pages, 4e édition ;
- La cuisine simple, 1925, 1 volume de 410 pages, avec 850 recettes environ, 7e édition, 61e mille, traduit en portugais, en anglais, en tchèque, en espagnol et en italien ;
- Enseignements et traitements naturistes pratiques (6 tomes de 1925 à 1939) :
  - Première série, 1925,1 volume in 16 de 384 pages, 2e édition ;
  - Deuxième série, 1928, 1 volume in 16, 362 pages, 2e édition ;
  - Troisième série, 1931, 1 volume In 16 de 333 pages ;
  - Quatrième série, 1935, 1 volume in 16 de 319 pages ;
  - Cinquième série, 1936, 1 volume in 16 de 320 pages ;
  - Sixième série, 1939, 1 volume in 16 de 358 pages ;
- Diagnostic et conduite des tempéraments, 1926, 1 volume grand in 8 de 190 pages, avec 80 figures, 3e édition ;
- L'art médical : l'individualisation des règles de santé, 1930, 1 volume grand in 8 de 284 avec 147 figures, 2e édition ;
- Le diagnostic de la mentalité par l'écriture, 1930, 1 volume grand in 8, de 360 pages avec 139 figures, 2e édition ;
- Le faux naturisme de Jean-Jacques Rousseau, 1931, 1 volume in 16 de 213 pages, traduit en espagnol ;
- Guide de jardinage, 1932, 1 volume in 16 de 354 pages, avec 57 figures hors texte, 2e édition ;
- L'apprentissage de la santé : histoire d'une création et d'une défense doctrinales, 1933, 1 volume, in 16 de 232 pages, 2e édition, traduit en espagnol ;
- Dictionnaire de graphologie, 1933, 1 volume grand in 8 de 90 pages ;
- Les clefs du diagnostic de l'individualité : aide-mémoire de clinique naturiste, 1934, 1 volume grand in 8 de 100 pages avec 27 figures 2e édition ;
- La science occulte et les sciences occultes, 1935, 1 volume grand in 8 de 436 pages ;
- Un héraut de Dieu : Léon Bloy, 1936, 1 volume grand in 8 de 272 pages avec 33 figures dont 22 de documents graphologiques ;
- Les règles du traitement mental, 1937, 1 volume grand in 8 de 43 pages ;
- Soins dentaires individualisés, 1937, 1 volume de 72 pages ;
- Étude médicale et commerciale de culture fruitière, 1938, 1 volume in 16 de 53 pages ;
- La santé aux colonies, 1938, 1 volume in 16 de 164 pages ;
- Le guide de la vieillesse, 1940, 1 volume in 16 de 262 pages ;
- L'apprentissage de la santé, deuxième tome : L'étape de la vieillesse, 1945, 1 volume in 16.

## Notoriété
Maxence Van Der Meersch lui rend un hommage appuyé dans deux de ses ouvrages : le roman Corps et âmes (1943), ainsi que Pourquoi j'ai écrit Corps et âmes, essai de défense de la médecine cartonienne (1956). À la mort du Docteur Paul Carton, en 1947, Paul Koenig fonde un bulletin de liaison des Amis du Docteur Carton qu'il baptise  Le Témoin de la loi naturelle et spirituelle. En 1948, il confie cette revue à Maxence Van Der Meersch qui en change le nom et c'est sous celui de Maintenir que la revue est diffusée entre 1948 et 1950. Trop occupé par ses propres écrits, celui-ci abandonne cette petite revue et Paul Koenig reprend alors le flambeau.
Beaucoup plus tard, ce sera l'écrivain René Barjavel qui relatera l'épisode de sa rencontre avec le docteur Paul Carton, en page 33 de son essai Demain le Paradis, publié à titre posthume en 1986.